# Karl Theodor von Thurn und Taxis
Karl Theodor von Thurn und Taxis (Praga, 17 luglio 1797 – Monaco di Baviera, 21 giugno 1868) è stato un generale e principe tedesco.

## Biografia
Figlio quartogenito del principe Massimiliano Giuseppe di Thurn und Taxis e di sua moglie, la principessa Maria Eleonore von Lobkowitz (1770-1834), apparteneva al ramo ceco del Casato di Thurn und Taxis. Suo nonno era il principe Alessandro Ferdinando di Thurn und Taxis. All'età di un anno, il 3 giugno 1798, il suo padrino, l'elettore Carlo Teodoro di Baviera, gli assegnò il reggimento dei dragoni "Taxis" appartenente alla sua famiglia.
Karl Theodor entrò nell'esercito bavarese l'8 settembre 1814 col 4º reggimento cavalleggeri "König" di stanza ad Augusta. All'inizio della campagna del 1815 entrò nel quartier generale del principe Carl Philipp von Wrede come aiutante di campo. Nel 1830 venne promosso al grado di maggiore generale e nel 1838 a quello di tenente generale. Il 31 marzo 1848 ottenne il comando della 4ª divisione, con la quale pose fine alla rivolta del Palatinato al fianco dell'esercito prussiano. Karl Theodor riuscì a riportare la pace e l'ordine attraverso un'azione energica. Il 20 novembre 1848 venne nominato comandante del II corpo d'armata bavarese con 
9 500 uomini. Durante la battaglia di Ludwigshafen del 19 giugno 1849 riuscì ad avere la meglio sui rivoltosi. Il 6 agosto 1850 venne promosso generale di cavalleria da re Massimiliano II di Baviera. Nel tardo autunno del 1850 marciò a capo delle truppe federali in Assia per riportarvi la pace. Il 9 febbraio 1851 venne nominato dal re membro del suo consiglio privato. Nel 1851 ottenne la direzione del II corpo d'armata col grado di tenente generale e nel 1855 ottenne il comando del I corpo d'armata. Anche se già malato, venne nominato comandante del VII corpo d'armata col quale prese parte alla guerra austro-prussiana dal giugno del 1866. Durante la battaglia di Kissingen comandò 3 900 bavaresi con 13 cannoni nel settore di Hammelburg. Tenne impegnata la divisione prussiana del generale Beyer ( 
11 000 uomini con 30 cannoni) per cinque ore prima di doversi ritirare con le sue truppe dopo il crollo della divisione Zoller vicino a Kissingen.
Karl Theodor morì a Monaco di Baviera nel 1868, ed ivi venne sepolto.

## Matrimonio e figli
Dal suo matrimonio con la contressa Juliane Caroline von Einsiedel, figlia del diplomatico Karl von Einsiedel, ebbe quattro figli. Oltre a tre figlie, il matrimonio diede alla luce anche il principe Maximilian Friedrich (1831-1890), il quale sposò Amélie Eugénie de Taschener de la Pagerie (1839-1905). nipote di Napoleone, dalla quale ebbe sette figli.

## Ascendenza
|                                            |                                          |                                                    | Genitori                                            |  |  | Nonni |  |  | Bisnonni                            |  |  | Trisnonni                               |  |
|                                            |                                          |                                                    |                                                     |  |  |       |  |  | 8. Anselm Franz von Thurn und Taxis |  |  | 16. Eugen Alexander von Thurn und Taxis |  |
|                                            |                                          |                                                    |                                                     |  |  |       |  |  | 8. Anselm Franz von Thurn und Taxis |  |  | 16. Eugen Alexander von Thurn und Taxis |  |
|                                            |                                          | 17. Anna Adelaide von Fürstenberg-Heiligenberg     |                                                     |  |  |       |  |  | 8. Anselm Franz von Thurn und Taxis |  |  |                                         |  |
| 4. Alexander Ferdinand von Thurn und Taxis |                                          |                                                    |                                                     |  |  |       |  |  | 8. Anselm Franz von Thurn und Taxis |  |  |                                         |  |
|                                            |                                          | 9. Maria Ludovika Anna von Lobkowicz               | 18. Ferdinand August von Lobkowicz                  |  |  |       |  |  |                                     |  |  |                                         |  |
|                                            |                                          | 9. Maria Ludovika Anna von Lobkowicz               | 18. Ferdinand August von Lobkowicz                  |  |  |       |  |  |                                     |  |  |                                         |  |
|                                            |                                          | 9. Maria Ludovika Anna von Lobkowicz               | 19. Maria Anna Wilhelmine von Baden-Baden           |  |  |       |  |  |                                     |  |  |                                         |  |
| 2. Maximilian Joseph von Thurn und Taxis   |                                          | 9. Maria Ludovika Anna von Lobkowicz               |                                                     |  |  |       |  |  |                                     |  |  |                                         |  |
|                                            |                                          | 10. Joseph Wilhelm Ernst zu Fürstenberg-Stühlingen | 20. Prosper Ferdinand von Fürstenberg-Stühlingen    |  |  |       |  |  |                                     |  |  |                                         |  |
|                                            |                                          | 10. Joseph Wilhelm Ernst zu Fürstenberg-Stühlingen | 20. Prosper Ferdinand von Fürstenberg-Stühlingen    |  |  |       |  |  |                                     |  |  |                                         |  |
|                                            |                                          | 10. Joseph Wilhelm Ernst zu Fürstenberg-Stühlingen | 21. Sophie von Königsegg-Rothenfels                 |  |  |       |  |  |                                     |  |  |                                         |  |
| 5. Marie Henriette zu Fürstenberg          |                                          | 10. Joseph Wilhelm Ernst zu Fürstenberg-Stühlingen |                                                     |  |  |       |  |  |                                     |  |  |                                         |  |
|                                            |                                          | 11. Maria Anna von Waldstein                       | 22. Johann Josef von Waldstein                      |  |  |       |  |  |                                     |  |  |                                         |  |
|                                            |                                          | 11. Maria Anna von Waldstein                       | 22. Johann Josef von Waldstein                      |  |  |       |  |  |                                     |  |  |                                         |  |
|                                            |                                          | 11. Maria Anna von Waldstein                       | 23. Eleonore von Waldstein                          |  |  |       |  |  |                                     |  |  |                                         |  |
| 1. Karl Theodor von Thurn und Taxis        |                                          | 11. Maria Anna von Waldstein                       |                                                     |  |  |       |  |  |                                     |  |  |                                         |  |
|                                            | 12. Johann Georg Christian von Lobkowitz | 24. Ferdinand August von Lobkowicz (= 18)          |                                                     |  |  |       |  |  |                                     |  |  |                                         |  |
|                                            | 12. Johann Georg Christian von Lobkowitz | 24. Ferdinand August von Lobkowicz (= 18)          |                                                     |  |  |       |  |  |                                     |  |  |                                         |  |
|                                            | 12. Johann Georg Christian von Lobkowitz | 25. Maria Anna Wilhelmine von Baden-Baden (= 19)   |                                                     |  |  |       |  |  |                                     |  |  |                                         |  |
| 6. August Anton Joseph von Lobkowitz       | 12. Johann Georg Christian von Lobkowitz |                                                    |                                                     |  |  |       |  |  |                                     |  |  |                                         |  |
|                                            |                                          | 13. Maria Henriette von Waldstein                  | 26. Karl Ernst von Waldstein                        |  |  |       |  |  |                                     |  |  |                                         |  |
|                                            |                                          | 13. Maria Henriette von Waldstein                  | 26. Karl Ernst von Waldstein                        |  |  |       |  |  |                                     |  |  |                                         |  |
|                                            |                                          | 13. Maria Henriette von Waldstein                  | 27. Maria Theresia von Losenstein                   |  |  |       |  |  |                                     |  |  |                                         |  |
| 3. Maria Eleonore von Lobkowitz            |                                          | 13. Maria Henriette von Waldstein                  |                                                     |  |  |       |  |  |                                     |  |  |                                         |  |
|                                            |                                          | 14. František Antonín Czernin z Chudenic           | 28. Hermann Jakub Gottlieb Czernin von Chudenitz    |  |  |       |  |  |                                     |  |  |                                         |  |
|                                            |                                          | 14. František Antonín Czernin z Chudenic           | 28. Hermann Jakub Gottlieb Czernin von Chudenitz    |  |  |       |  |  |                                     |  |  |                                         |  |
|                                            |                                          | 14. František Antonín Czernin z Chudenic           | 29. Antonie Josefa von Küenburg                     |  |  |       |  |  |                                     |  |  |                                         |  |
| 7. Ludmila Josefa Czernin von Chudenic     |                                          | 14. František Antonín Czernin z Chudenic           |                                                     |  |  |       |  |  |                                     |  |  |                                         |  |
|                                            |                                          | 15. Isabella Johanna Maria de Mérode-Westerloo     | 30. Jean-Philippe-Eugène de Mérode-Westerloo        |  |  |       |  |  |                                     |  |  |                                         |  |
|                                            |                                          | 15. Isabella Johanna Maria de Mérode-Westerloo     | 30. Jean-Philippe-Eugène de Mérode-Westerloo        |  |  |       |  |  |                                     |  |  |                                         |  |
|                                            |                                          | 15. Isabella Johanna Maria de Mérode-Westerloo     | 31. Maria Teresa Pignatelli, duchessa di Monteleone |  |  |       |  |  |                                     |  |  |                                         |  |
|                                            |                                          | 15. Isabella Johanna Maria de Mérode-Westerloo     |                                                     |  |  |       |  |  |                                     |  |  |                                         |  |